# Ejército Revolucionario del Pueblo Insurgente
El Ejército Revolucionario del Pueblo Insurgente (ERPI) es una ruptura del Ejército Popular Revolucionario (EPR) mexicano, mayoritariamente compuesta por el comité estatal de Guerrero del PDPR-EPR. Se da a conocer por primera vez el 17 de febrero de 1997 en un comunicado, pero no haría aparición hasta los meses de enero y junio de 1998, tras la Masacre de El Charco. Sus principales dirigentes eran Jacobo Silva Nogales, Comandante Antonio y Gloria Arenas, Coronela Aurora (capturados en 1999 y liberados diez años después).
Tras su formación dijeron que tenían representación en 76 municipios del estado de Guerrero y contaban con 2 columnas de milicianos cada uno.  Se diferenciaban del EPR por su estrategia insurreccional que proclamaba la cercanía con los pueblos y comunidades, así como toma de decisiones con las bases para acciones militares.  Tenían contactos con varias organizaciones y algunos lo consideraban como el grupo con mayor cercanía ideológica al EZLN.

## Historia

### Inicios
Si bien el ERPI había sido formado en febrero de 1997, no fue hasta enero de 1998 cuando el grupo oficialmente se separa del EPR, manifestando diferencias tácticas e ideológicas, ejemplo de ello el ERPI tenía visiones diferentes como una mayor cercanía con pueblo, la soberanía popular, la democracia y el humanismo. En sus primeros comunicados el ERPI sostiene que "rompieron con el esquema centralista que sujeta (al EPR)", diciendo que esta escisión era mucho más flexible y menos dogmática.  El grupo fue entrevista durante agosto de 1998 por Maribel Gutiérrez, cuya entrevista le valió amenazas de otros grupos armados así como el Premio Valor en el Periodismo otorgado por el Internacional Women's Media Foundation (IWMF). Meses más tarde se fue entrevistada la Coronel Aurora, donde habla de manera más detallada de los propósitos y objetivos del ERPI.
Durante esta primera etapa del grupo fue muy activa, resaltando sus comunicados que criticaban al Acuerdo Multilateral sobre Inversiones y otras medidas lanzadas por la Organización para la Cooperación y el Desarrollo Económicos, las cual las tacha de un "nuevo imperialismo. El 23 de septiembre de 1999 asaltantes armados, supuestamente parte del Ejército Revolucionario Popular Insurgente, atacaron un convoy militar en una carretera federal entre el pueblo de El Ranchito y el cruce de Tepango en Guerrero hiriendo a dos soldados. Meses después el 22 de octubre fueron detenidos en un domicilio ubicado en la ciudad de Chilpancingo entre las 6-7 a. m., los simpatizantes Carlos García Rosales y su esposa Ofelia Flores, esto después de un operativo militar realizado por miembros del GAFE´s, SEDENA y la Policía Federal. El grupo informo también la detención de Jacobo Silva Nogales, Gloria Arenas Ajis, Carlos García Rosales y Felicitas Padilla junto con 5 menores de edad que también habitaban la casa. En agosto de 1999 la coronel Aurora es entrevistada, hablando más al detalle de la línea ideológica de la guerrilla.
Durante los primeros meses de 1999, el ERPI mencionó su solidaridad al Ejército Zapatista de Liberación Nacional, en el cual se solidariza en su movilización en la llamada Consulta Nacional por el Reconocimiento de los Derechos de los Pueblos Indios y por el Fin de la Guerra de Exterminio, en conmemoración al quinto aniversario del Levantamiento zapatista y su lucha pacífica por el respeto a las comunidades indígenas del país. En los meses siguientes, el ERPI lanza comunicados posicionándose sobre acontecimientos y fenómenos políticos de la época. A mediados de 1999, es entrevistada la Coronel Aurora, en donde menciona sus diferencias organizativas con el EPR, las razones de su lucha y la posible expansión del ERPI en el país.

## Masacre de El Charco
La masacre de El Charco, evento conocido también como la matanza de El Charco sucedió el 7 de junio de 1998. en el municipio de Ayutla de los Libres en el estado de Guerrero, cuando en el poblado conocido como El Charco, once personas murieron en la escuela primaria Caritino Maldonado Pérez, así como cinco resultaron heridos y veintidós detenidos. Entre los difuntos estaba Ricardo Zavala, un estudiante de la Universidad Nacional Autónoma de México (UNAM), y algunos guerrilleros del Ejército Revolucionario del Pueblo Insurgente (ERPI).
En respuesta a la masacre el ERPI clamó el ataque a una sección del ejército federal el 22 de junio, cerca de la localidad de Los Pantanos, municipio de Coyuca de Catalán, Tierra Caliente, que dejó alrededor de tres muertos y más de cinco heridos, además de que el 4 de julio se reportó una emboscada a una unidad de la policía judicial en la región de La Montaña baja, que dejó dos muertos y un herido. El ERPI mencionó que seguirían los ataques hasta que las fuerzas militares se replieguen de la región. Aunque días después el ERPI negó participar en la emboscada a la unidad policial y otros ataques, además de solidarizarse con los detenidos que aseguro no son miembros del grupo y que fueron torturados para aceptar su responsabilidad. El grupo más tarde denunció la tibia respuesta por parte de la CNDH en el caso de la masacre en el cual menciona que la masacre no ocurrió allí, que los presos no fueron torturados y que además en exámenes practicados se encontraron presuntos residuos de cocaína y anfetaminas en algunos de los detenidos ahí, que los muertos en la escuela de El Charco supuestamente dieron positivo en la prueba de radizonato de sodio.

### El inicio del milenio
A inicios del año 2000, el ERPI lanzó algunos comunicados relacionados con las elecciones que tendrían lugar en el año 2000, posicionándose sobre todo en la legitimidad de los candidatos y las pocas o nulas propuestas para enfrentar la desigualdad en el país.
El 17 de julio del 2000, se confirma el secuestro del empresario Raúl Astudillo García, por parte de una supuesta célula del ERPI, siendo liberado hasta el 20 de septiembre del mismo año y siendo capturados en julio de ese mismo año Ismael Padilla Nava y Azucena Villamar Pasión, por su supuesta participación en el delito. El ERPI negó que los detenidos tuviesen alguna conexión con la guerrilla.
A finales del año 2000, el ERPI lanza su órgano de difusión "El Paliacate", en el cual profundiza sus posturas políticas, así como opiniones y críticas a temas de interés en la región. El 22 de diciembre del 2000, supuestos guerrilleros atacaron a tiros a un grupo de exguerrilleros, matando a dos (Odilón Barragán y Caritino Faustino Flores), e hiriendo a Nicolás Fidel Díaz, esto en la localidad de Totomixtlahuaca, Municipio de Tlacoapa, Guerrero. El ERPI negó estar detrás del ataque, además de negar que las víctimas hayan pertenecido al ERPI, mencionando que un ataque de esa naturaleza, esta en contra de sus principios.
El 25 de noviembre de 2009, mediante un comunicado, la dirigencia del ERPI acusó al Gobierno Federal de haber asesinado al Comandante Ramiro, por medio de 7 narcoparamilitares, el 4 de noviembre durante una emboscada en la comunidad de Palos Grandes, municipio de Ajuchitlán del Progreso. Fue sepultado en Chilpancingo en el cementerio municipal luego de que la Asamblea Popular de los Pueblos de Guerrero recogiera sus restos del Servicio Médico Forense de manos del líder Pablo Sandoval Cruz, exmilitante comunista y fundador del PRD en el estado. 
{{citeweb|url=
El 12 de febrero del 2015 dos militantes que se encargaban del reclutamiento fueron detenidos por la policía federal en Iguala,
Guerrero, incautándoles varias armas de distintos calibres.
Además en algunos comunicados afirman haber tenido enfrentamientos con grupos de narcotráfico que actúan en la zona, además confirma enfrentamientos y disputas de territorios con bandas del narcotráfico, a las cuales identifica como “agentes clandestinos” del gobierno mexicano.

### Ideología
El grupo toma la influencia de muchos revolucionarios del continente, pero también de los de México, proclamándose como villistas, zapatistas, juaristas. El 4 de agosto de 1998 el grupo fue entrevistado por Maribel Gutiérrez Moreno, donde los comandantes insurgentes Antonio y Santiago del ERPI fueron entrevistados en habitación totalmente cerrada, a la que los reporteros fueron trasladados con los ojos cerrados. Esta entrevista fue incluida en su libro Violencia en Guerrero, donde profundizan en sus orígenes, y sus conflictos que obligaron a escindirse con el EPR, las simpatía que tiene el grupo con la V Declaración de la Selva Lacandona y los proyectos realizados por el EZLN y sus proyectos para la próxima década. El grupo también es influenciado por el pensamiento delos estudiantes durante el movimiento del 68, incluso influenciando la manera en que el grupo creaba su base social y las exigencias en sus comunicados. Además el grupo señaló la poca cobertura que tuvieron los culpables de la Masacre de Tlatelolco.
El grupo si bien tiene una postura a apartidista, no descarta la vía electoral como un camino para implementar un estado socialista, pero tendría que ser sin el esquema de partidos políticos el cual califica de estar bastante corrompido y que no contempla los intereses de los pueblos indígenas. El grupo también ha sido ligado a organizar marchas y movilizaciones a favor del PRD, las cuales ha negado rotundamente y las que tacha como calumnias, mencionando que ellos estaran siempre del lado de "la población oprimida". El grupo también es crítico al concepto de la tercera vía señalándola de ser tibia y su falta de propuestas específicas de largo plazo, terminando siendo una propuesta que perpetúa al neoliberalismo, pero con una "cara más humana".

## Arrestos
La tarde del 19 de octubre de 1999, son detenidos en un operativo realizado en Policía Federal y fuerzas estatales en la Ciudad de México, siendo capturados Jacobo Silva Nogales (alías comandante Antonio), Gloria Arenas Agis (presunta coronel Aurora), Carlos García Rosales y Felicitas Padilla, junto a cinco menores, todos acusados de formar parte del ERPI. Para el 25 de octubre fueron trasladados al Centro Federal de Readaptación Social n.º 1, señalando las autoridades de su capacidad para realizar atentados. El ERPI se pronunció acerca de estas detenciones como arbitrarias, señalando que los detenidos no tenían ninguna orden judicial al momento de su detención, además de que en esas fechas no planeaban realizar ataques armados. Los miembros detenidos responsabilizan al entonces gobernador Diódoro Carrasco Altamirano y al general Enrique Cervantes Aguirre de su percecusión y encarcelamiento.
Para inicios del año 2000, los simpatizantes Fernando Gatica Chino y Felicitas Padilla Nava habían sido puestos en libertad según el grupo.